# روبونغي

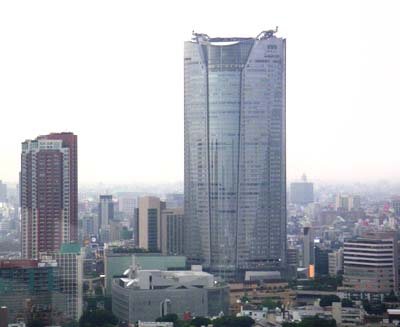
مبنى روبونغي هيلز

روبونغي (باليابانية: 六本木 روبّونغي) هي حي من أحياء ميناتو، طوكيو، اليابان. أكثر ما يميز روبونغي هو وجود منطقة روبونغي هيلز والتي تشتهر بنواديها الليلية ووجود نسبة كبيرة من السواح الأجانب. تشغل روبونغي الجزء الجنوبي من دائرة خط يامانوته جنوبي أكاساكا وشمال أزابو.

## تاريخ
يعتقد أن تسمية روبونغي والتي تعني حرفياً «ست شجرات» تعود إلى حوالي عام 1660، حيث يعتقد أنه كان هناك ست شجرات زلكوفا Zelkova في تلك المنطقة، أزيلت ثلاث شجرات منها قطعاً والثلاث شجرات الأخرى دمرت أثناء حرب المحيط الهادي. أحد الأساطير الأخرى تقول أن الاسم يعود إلى ستة دائي-ميو سكنوا بالقرب من تلك المنطقة في فترة إدو، في كل من أسمائهم الكانجي 木 «شجرة» أو نوع من الأشجار في أسمائهم، إلا أن الناس لم يقطنوا الناس إلى ما بعد استعراش مييجي.
في عام 1890 انتقل الحرس الإمبراطوري الثالث التابع للجيش الإمبراطوري الياباني إلى موقع قريب من روبونغي (الموقع أصبح الآن مقر لقوات ستارز آند سترايبس). وتأثير الجنود على المنطقة أدى إلى تحولها إلى منطقة نشاط ليلي والتي دمرها زلزال كانتو الكبير عام 1923 تماماً. 
وبعد الحرب العالمية الثانية التي دمرت خلالها المنطقة ثانية، احتل الجيش الأمريكي وقوات التحالف العديد من المباني في المنطقة محولاً إياها إلى حي للأجانب، وتم إنشاء عدة ثكنات عسكرية أمريكية قريباً من المنطقة، وخلال فترة قصيرة عجت المنطقة بالمحلات ذات الطابع الغربي، البارات، المطاعم، وأماكن اللهو والدعارة.
ومنذ ستينات القرن العشرين، بدأت شعبية روبونغي تتحول كمنطقة للهو بين اليابانيين والأجانب تعج بصالات الديسكو، بالإضافة إلى توضع العديد من السفارات للدول الأجنبية في المنطقة. إلا أن معظم نوادي الرقص أغلقت أبوابها بعد الكساد الذي عقب انهيار الأسواق عام 1989.
تغير وجه روبونغي بشكل كبير في 2002-2003 عند افتتاح روبونغي هيلز وبرج إيزومي غاردن، الذي أدى إلى إيجاد مكاتب راقية في منطقة روبونغي للمرة الأولى. كما انتهى مشروع طوكيو ميدتاون عام 2006 ليغير وجه روبونغي تماماً إلى حي من الأحياء الراقية ذات تصميم المباني العصرية.

## شركات مركزها روبونغي
- فيراري جابان
- جينكو
- لايف دور
- راكوتن
- تي في أساهي
- ياهو جابان
- إم تي في جابان
- سيسكو

## وصلات خارجية
- خرائط روبونغي-أزابو